# 6 Lyncis b
6 Lyncis b es un planeta extrasolar en órbita alrededor de la estrella subgigante 6 Lyncis, situada aproximadamente a 186 años luz de la Tierra, en la constelación de Lince. Su existencia fue descubierta el 3 de julio de 2008 por Sato et al, quienes analizaron la velocidad radial de la estrella, hallando variaciones causadas por la gravedad planetaria durante su órbita.
La masa mínima del planeta es de 2,4 veces la de Júpiter, mientras que su radio se calcuna en unas 1,015 veces el de dicho planeta. Su período orbital es de 899 días o 2,46 años. El radio orbital del planeta es de 2,2 UA, con un periastro de 1,9 UA y un apoastro de 2,5 UA, lo arroja una excentricidad de 0,134. Según el esquema de Sudarsky, 6 Lyncis b se clasifica como un joviano acuoso, con temperaturas de unos 340 K.